# Erysimum leucanthemum
Erysimum leucanthemum är en korsblommig växtart som först beskrevs av Christian Friedrich Stephan, och fick sitt nu gällande namn av Boris Fedtjenko. Erysimum leucanthemum ingår i släktet kårlar, och familjen korsblommiga växter. Inga underarter finns listade i Catalogue of Life.